# Хмельницька дитяча школа образотворчого та декоративно-прикладного мистецтва
Хмельницька дитяча школа образотворчого та декоративно-прикладного мистецтва (ХДШОтаДПМ) - підпорядкована управлінню культури і туризму Хмельницької міської ради та Міністерству культури і туризму України.

## Історія
Створена на базі ліквідованої Хмельницької дитячої художньої школи (заснована у 1968 р.)31.03.2010 р., є юридичною особою, має самостійні баланс і кошторис. Школа заснована Хмельницькою міською радою, на основі комунальної власності, має статус державного закладу освіти, який здійснює навчання і виховання дітей у позаурочний та позанавчальний час.
У школі навчаються 4 роки на бюджеті діти віком 10-17 років, які мають здібності до малювання, живопису, композиції та скульптури і проживають у Хмельницькому. Також в школі проходить навчання на самоокупності: діти віком 5-9 років в групах естетичного виховання; діти, колишні випускники школи в 5-6 кл.; дорослі мешканці міста в групі "Підготовка до вступу у ВНЗ".
У школі два відділення - образотворчого (малюнок, живопис, композиція, скульптура) та декоративно-прикладного (вишивка, декоративний розпис, кераміка, ткацтво, писанкарство) мистецтва. Школа дає загальну базову художню освіту, заохочує до мистецтва, виховує естетичний смак на найкращих зразках національного і світового мистецтва, а також є основним підготовчим закладом для художніх і дизайнерських спеціальностей.
У школі діє галерея, що має 3 виставкові зали, яка організовує та проводить виставки дитячих робіт, творів викладачів школи, міста, області, своїх випускників.